# 義安理工學院
義安理工學院（英語：Ngee Ann Polytechnic），为新加坡历史最悠久的高等学府之一，原是新加坡的一間私立學院，隸屬於義安公司，後改作政府公立理工學院。專長於理工及影视媒体學科。

## 簡介
成立於1963年，是新加坡成立最早的第二所理工学院，當初只有116名學生。1968年後，給改名為專科學校，1982年又再改名至今。義安理工學院當前有約14,000名全日制學生、1,265名兼讀生。 義安理工學院校園位於金文泰（Clementi），佔地35.4公頃。 義安理工學院共計有39項全日制文憑，可以晉升至八所學術學校，包括:
1. 商業及會計學
2. 工程學
3. 影片及媒介
4. 护理
5. 人文學
6. 生命科學
7. 化工
8. 科學研究

## 历史
- 义安理工学院原名为义安学院：1960年代，在义安公司总理连瀛洲博士（华联银行创辦人）的积极推动下，义安学院在1963年5月25日成立。当时的院址在登路的潮州大厦，提供中文教授的四年制學位课程，衔盖语文、商业和科技科目。並於1965年开始于金文泰原广寿山的土地动工興建永久校舍，準備發展成「义安大学」。
- 但从1963年尾开始，以陈锡九为首的义安公司董事发动权斗，建议义安公司不再资助义安学院，更推翻「义安大学」计划；继而更引发由1965年至66年的义安学院学潮。学潮被镇压后，人民行动党政府委任马来亚大学物理学敎授汤寿柏博士等人组成委员会处理事件，之后发表报告书（The Report of the Committee of Review on the Future Development of Ngee Ann College，簡称汤寿柏报告书）[2]。
- 1967年，因应汤寿柏报告书建议，《义安学院法令》獲通过，成为法定独立学院。学院开设机械工程系、电子工程系及商业管理系，提供商科及工科文憑科程。工科学生率先遷入金文泰校园上课。
- 1968年，为配合人民行动党政府实施工艺技术教育，学院改名义安工艺学院(Ngee Ann Technical College)；並由私立学校变为公立学校。同时，义安公司亦將金文泰校园的地契和法律文件移交学院。
- 1971年，改以英语授课，並取錄非华人学生。
- 1982年，采用现有义安理工学院名称，以反映学院所提供的高等教育。雖然义安理工学院己成为公立学校，义安公司对学院的管理权力被大大削弱，但公司每年仍将盈余的75％捐赠给学院；截至今日，义安公司捐赠学院的总金额已约达1亿新元。
- 2013年5月4日，新加坡义安理工学院首次颁发校友奖[3]。

## 著名校友
- 谭咏麟
- 创新科技老板沈望傅
- 陳哲藝
- 新加坡本地作家英培安
- 何維健
- 周殷廷
- 新加坡導演巫俊鋒

## 外部連結
- 義安理工學院 官方網址 （页面存档备份，存于）

1°20′01″N 103°46′37″E / 1.33361°N 103.777°E